# Замойский, Станислав Андреевич (кинематографист)
Станисла́в Андре́евич Замо́йский (1880, Ржищев — 1929) — российский советский кинодеятель, организатор кинопроизводства и кинопроката, один из пионеров российской кинематографии.

## Биография
Родился в 1880 году в местечке Ржищев Киевской губернии в семье служащего. Поляк, по происхождению из дворян.
Окончил гимназию, затем морское училище, по специальности — морской топограф. Работал на судах гражданского флота, участвовал в революции 1905 года.
В кинематографии с 1910 года, в 1910 году — владелец кинотеатра «Прогресс» в Архангельске.
До ноября 1912 года — директор Петербургского отделения торгового дома «Д. Доуни и К°», в 1912—1913 годах — директор торгового дома «Д. Доуни и К°». С февраля 1913 года — директор Московского отделения английского акционерного общества "M. P. Sales Agency Ltd.". С марта 1913 года — директор, член правления синематографического товарищества «А. С. Штерн и К°». В 1914—1915 годах — доверенный в Петрограде, заведующий Петроградским отделением прокатной конторы «Торговый дом „Г. И. Либкен, А. Я. Брайген и К°“».
Кинематографический прокатный отдел акционерного об-ва „Биохром“, благодаря энергичной деятельности главноуправляющего отделом, г-на С. А. Замойского, занял одно из выдающихся мест среди прокатных контор Петрограда и Москвы.
В 1915 —1916 годах — главноуправляющий кинематографическим отделом  АО «Биохром», в 1916—1917 годах — директор-распорядитель АО «Биофильм», входил в число пайщиков  АО «Биофильм». Организатор и инициатор открытия киноателье АО «Биохром» в июле 1916 года в Петровском парке в Москве, с этого времени «Биохром» стал выпускать собственные кинокартины. Организовал отделение рационального проката АО «Биохром» в Екатеринбурге (январь—февраль 1916) для обслуживания районов Сибири и Дальнего Востока. Для изучения кинодела и перенятия опыта западноевропейской кинематографии совершил поездку в Европу. В качестве режиссёров в АО «Биохром» Замойским были приглашены Н. П. Маликов, В. К. Туржанский; съёмки ряда картин проходили в Крыму, в состав труппы входили актёры А. М. Мичурин, М. П. Тамаров, Е. И. Старская, Е. П. Чайка и другие. 
Член Комитета по снабжению воинов передовых позиций передвижными кинематографами (1916).
В январе 1917 года совместно с В. Н. Полубинским был учредителем Товарищества Петроградских владельцев кинотеатров и кинодеятелей, вошёл в состав правления Товарищества.
В 1917—1919 годах — владелец собственной прокатной кинематографической конторы «С. Замойский и К°» в Петрограде. В ноябре 1918 года в помещении петроградской прокатной конторы Замойского состоялся закрытый показ фильма Д. У. Гриффита «Нетерпимость»; в феврале 1919 года Фотокинематографический отдел Наркомпроса РСФСР заключил с предпринимателями Ж. Б. Шассеном и С. А. Замойским договор на исключительное право эксплуатации фильма «Нетерпимость», представляющего «огромный интерес с художественной, агитационной и культурно-просветительной точки зрения».
В 1919—1922 годах — заместитель председателя Петроградского окружного фотокинокомитета (ПОФКО), уполномоченный кинобюро ПУРа РВСР, особоуполномоченный Коминтерна, ответственный комендант ударной группы Коминтерна в Украине.
С ноября 1922 года — директор Московского отделения Северо-Западного областного фотокиноуправления «Севзапкино». В 1923 году руководил съёмками в Крыму кинокартин «Часовня святого Иоанна», «Простые души», «Дипломатическая тайна» и других. В марте 1924 года назначен директором производства «Севзапкино» с сохранением должности заведующего Московским отделением. В 1924—1925 годах — заведующий прокатной конторой Центрального государственного фотокинопредприятия «Госкино».
В 1925—1927 годах — директор Первой электрокиномеханической фабрики Госкино «Маёвка», с августа по октябрь 1925 года работал по совместительству коммерческим директором кинопредприятия «Культкино». Затем — член правления Узбекгоскино.
Умер в 1929 году.

### Семья
- брат — Флориан Андреевич Замойский (1880—?)[1];
- жена — Павла Афанасьевна Илгина (1892—?), актриса[1];
  - дочь —  Зинаида Станиславовна Замойская (1910—?), работала старшим экономистом в Комитете по делам кинематографии при СНК СССР[1].